# Iglesia de San Lorenzo el Real (Burgos)
La iglesia de San Lorenzo el Real es un templo de culto cristiano de estilo barroco emplazado en la calle del mismo nombre de la ciudad de Burgos, provincia de Burgos, España.

## Historia
San Lorenzo fue originalmente un templo de la Compañía de Jesús, construido entre 1684 y 1694 en sustitución de un edificio anterior de más modestas proporciones. La obra fue costeada con el patrocinio de don Francisco de San Vítores y erigida por los maestros Bernabé de Hazas y Francisco del Pontón. Tras la expulsión de los jesuitas a finales del siglo XVIII, la iglesia se convirtió en parroquia.
El templo es la sede, desde su creación en 1945, de la Cofradía de la Coronación de Espinas y de Cristo Rey, una de las hermandades más activas y presentes en la Semana Santa burgalesa, y titular de los pasos procesionales La Coronación de Espinas y Nuestra Señora del Amor Hermoso.

## Descripción

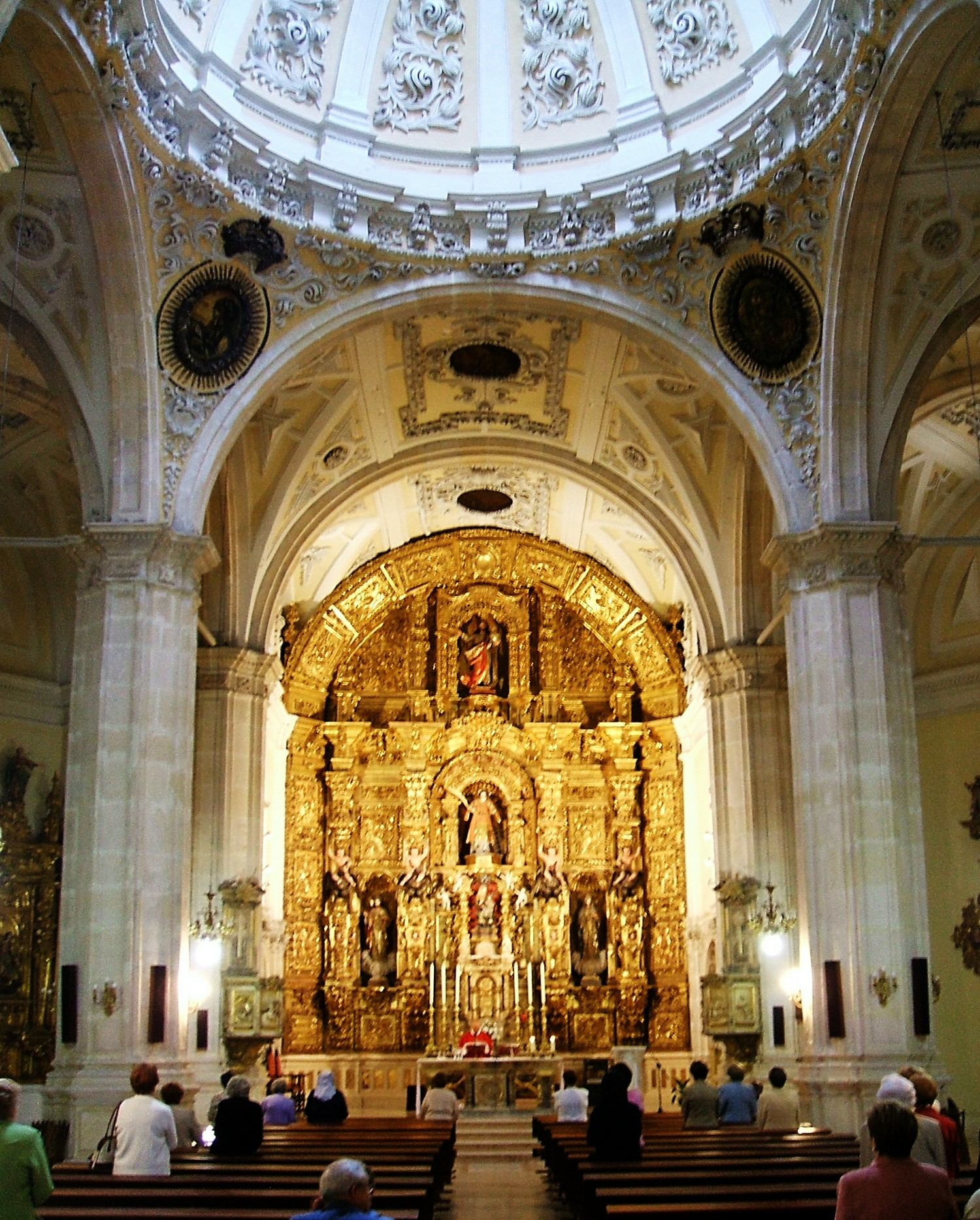
Cabecera interior de la iglesia

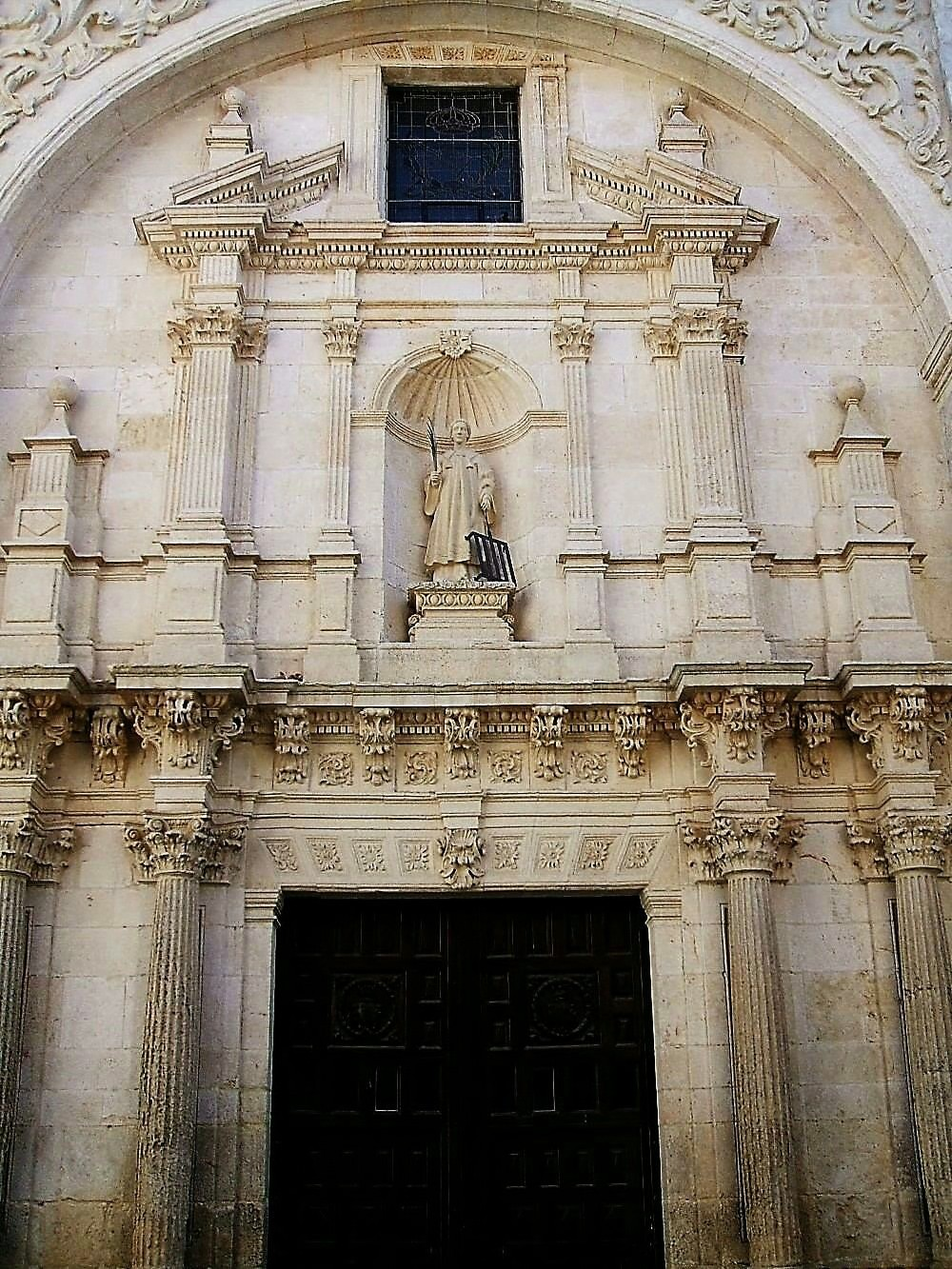
Portada de la iglesia

La fachada principal se concibe con el gigantismo característico del barroco, con grandes columnas y pilastras de orden corintio, remates en bolas y frontón partido por una ventana, sobre el que se abre una hornacina con el santo titular. Dos grandes escudos flanquean la portada. Es singular la solución arquitectónica de situar la torre, un macizo prisma más ancho que largo, de manera que prolongue la fachada en uno de sus lados que a su vez es rematado con una espadaña. No puede hablarse propiamente de estilo barroco jesuítico, que es más sobrio y puro de líneas, además de ser su desarrollo en España unas décadas anterior a la construcción del templo burgalés.
La planta es de cruz griega abierta entre sus brazos, formando un volumen ininterrumpido, de suerte que se forma una circuito para la serie de capillas dispuestas en sus muros en torno al ámbito central. Unas bóvedas enriquecidas con elaboradas yeserías cubren el deambulatorio, mientras en el centro, sobre gruesos pilares de sección octogonal, se alza una gran cúpula gallonada e iluminada por una linterna.
El Retablo Mayor es una mazonería dorada de grandes proporciones, formada por zócalo, dos cuerpos de tres calles y amplio ático semicircular, rodeado todo él por una gruesa cenefa a modo de guardapolvo. Fue construido por el maestro José Valdán en los años 1725-1726, y tuvo intervenciones posteriores de Bernardo López de Frías, autor de cuatro estípites y numerosas cabezas de serafines, y del escultor Manuel Romero Puelles, quien ejecutó cuatro esculturas de las que sólo se conserva la del Salvador. Una escultura gótica de la Virgen con el Niño y la talla de San Lorenzo -con su inseparable parrilla- presiden el conjunto.
El mobiliario interior se completa con varios retablos barrocos, coetáneos del mayor, más uno dedicado a la Inmaculada y procedente de Covarrubias, que es más antiguo. Correspondiendo a su patrocinio, en el presbiterio se dispone el sepulcro de doña Francisca de San Vítores; el bulto pétreo de la fundadora aparece en postura orante ante su reclinatorio, bajo un arcosolio casetonado y con decoración vegetal propia del último cuarto del siglo XVII. Aunque no se ha localizado el lugar, se sabe que en la Iglesia de San Lorenzo está enterrado el Padre Astete, autor de un divulgado Catecismo.

## Galería de imágenes

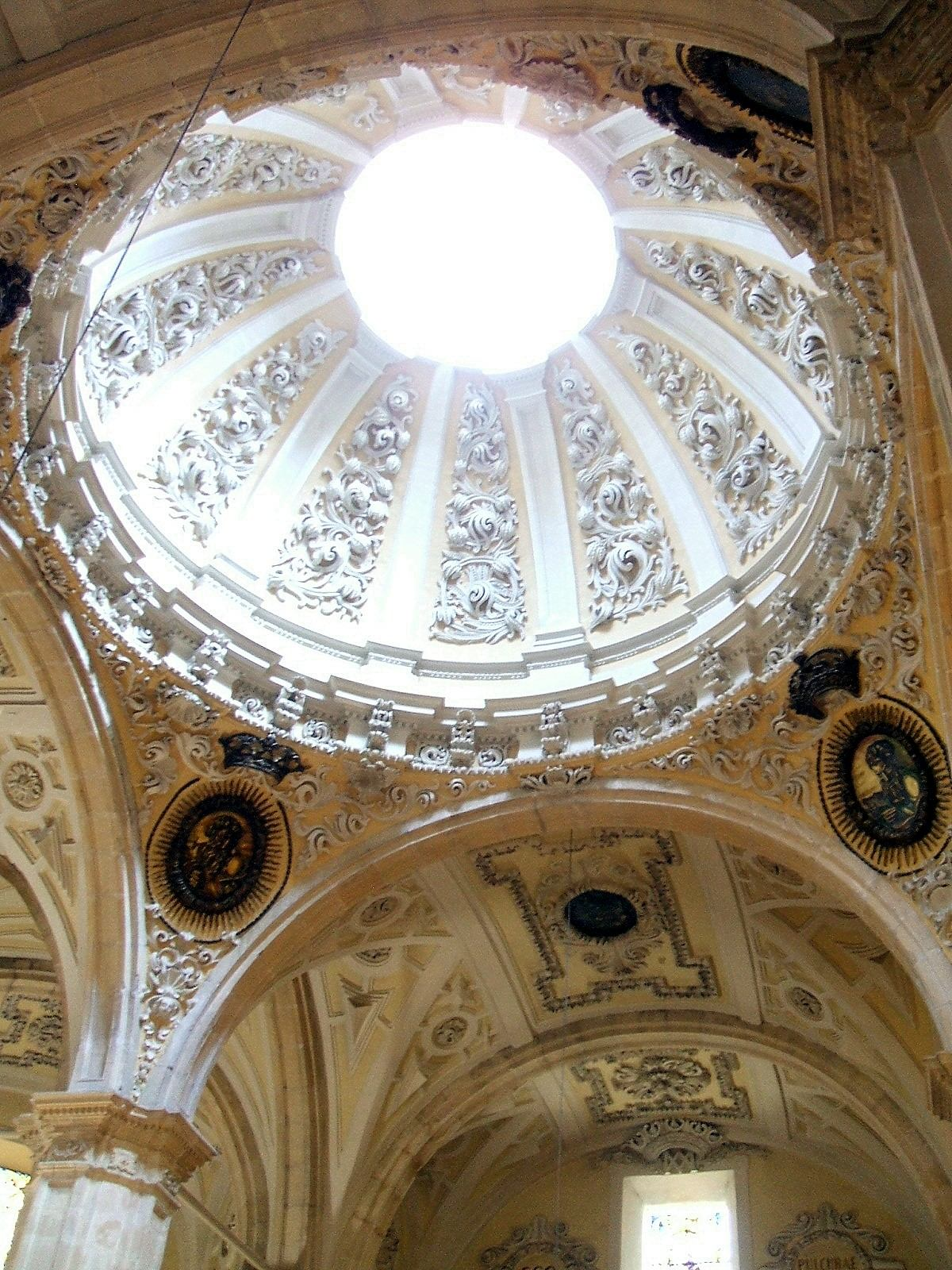
Cúpula y bóvedas
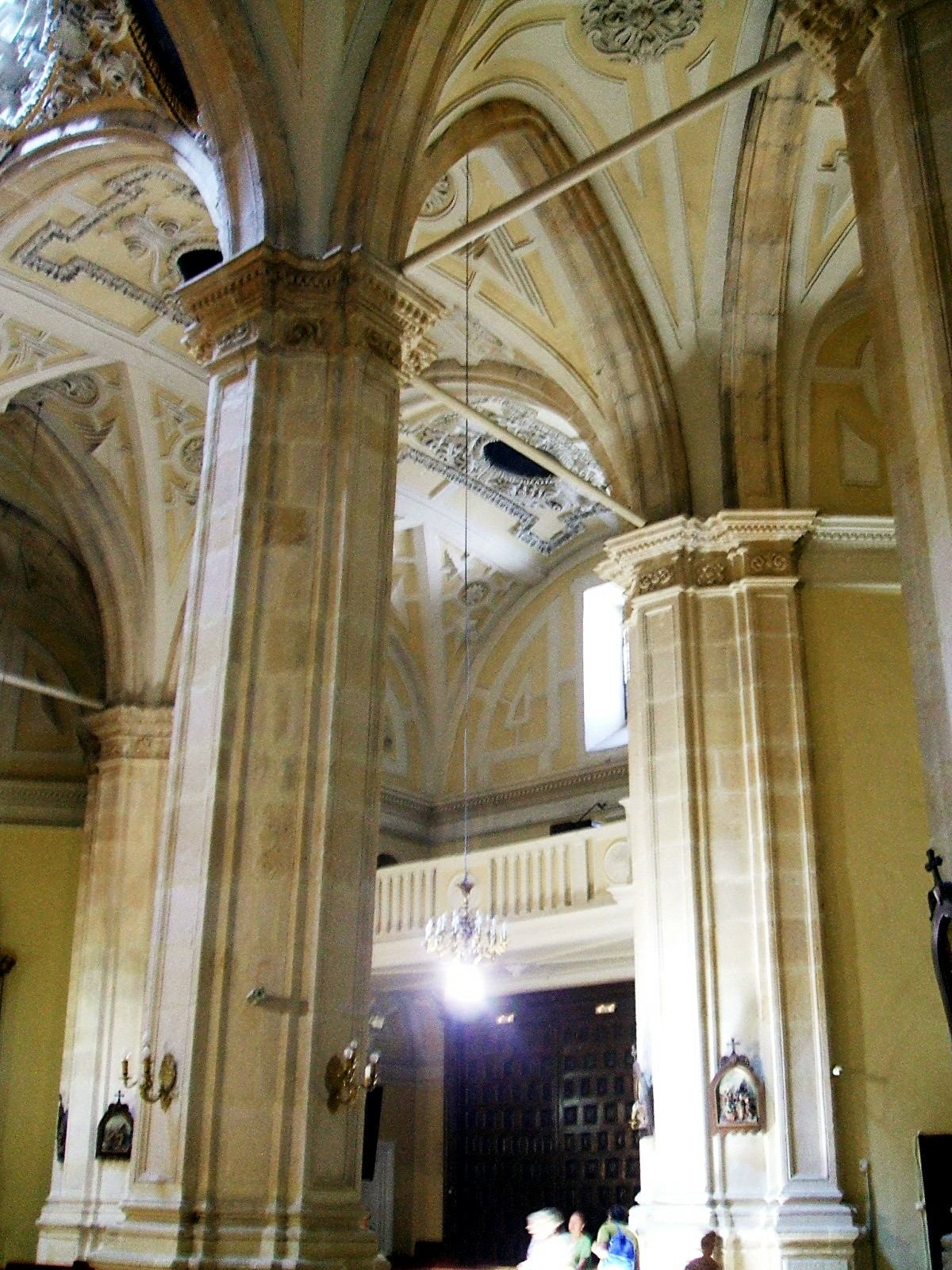
Bóvedas
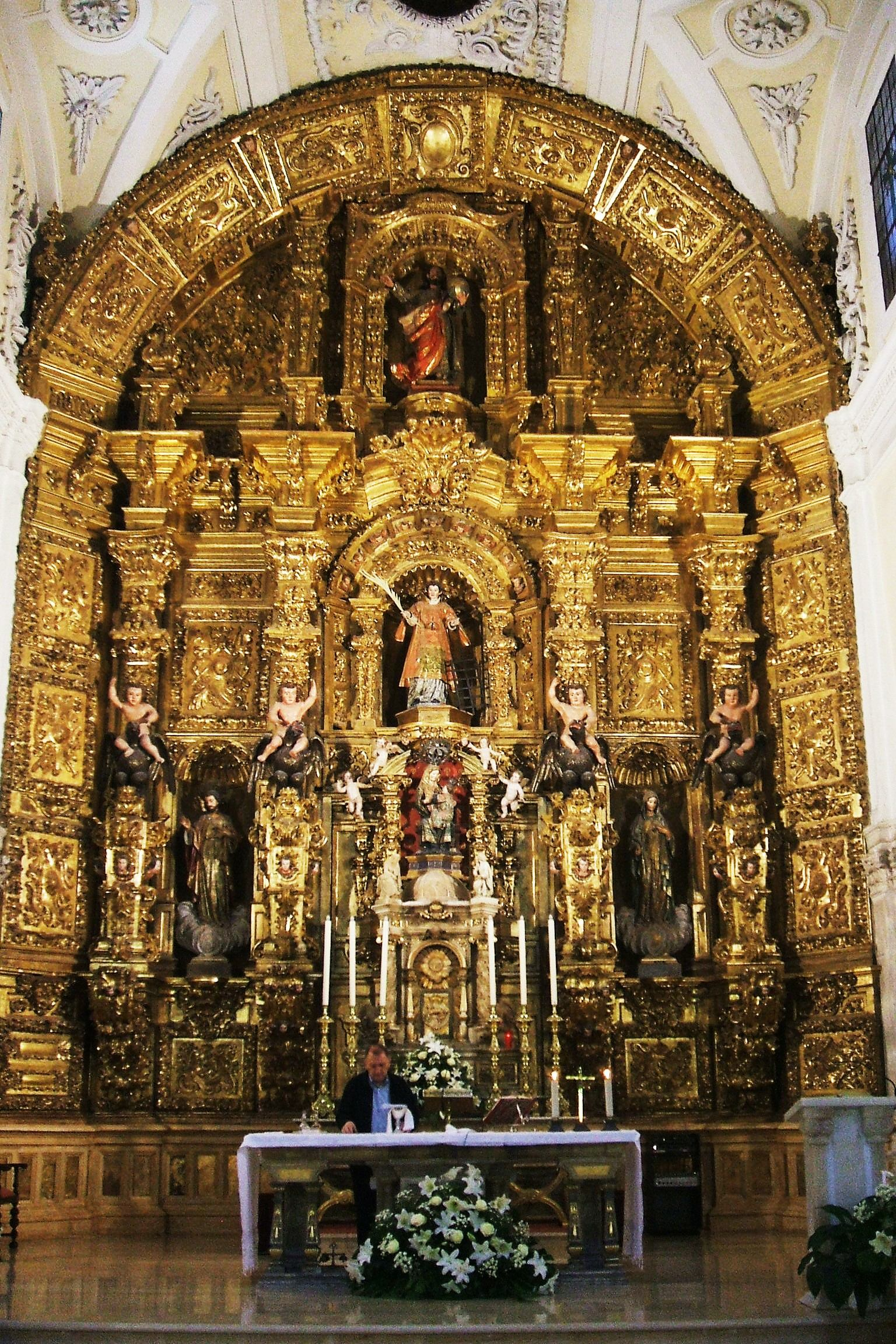
Retablo Mayor
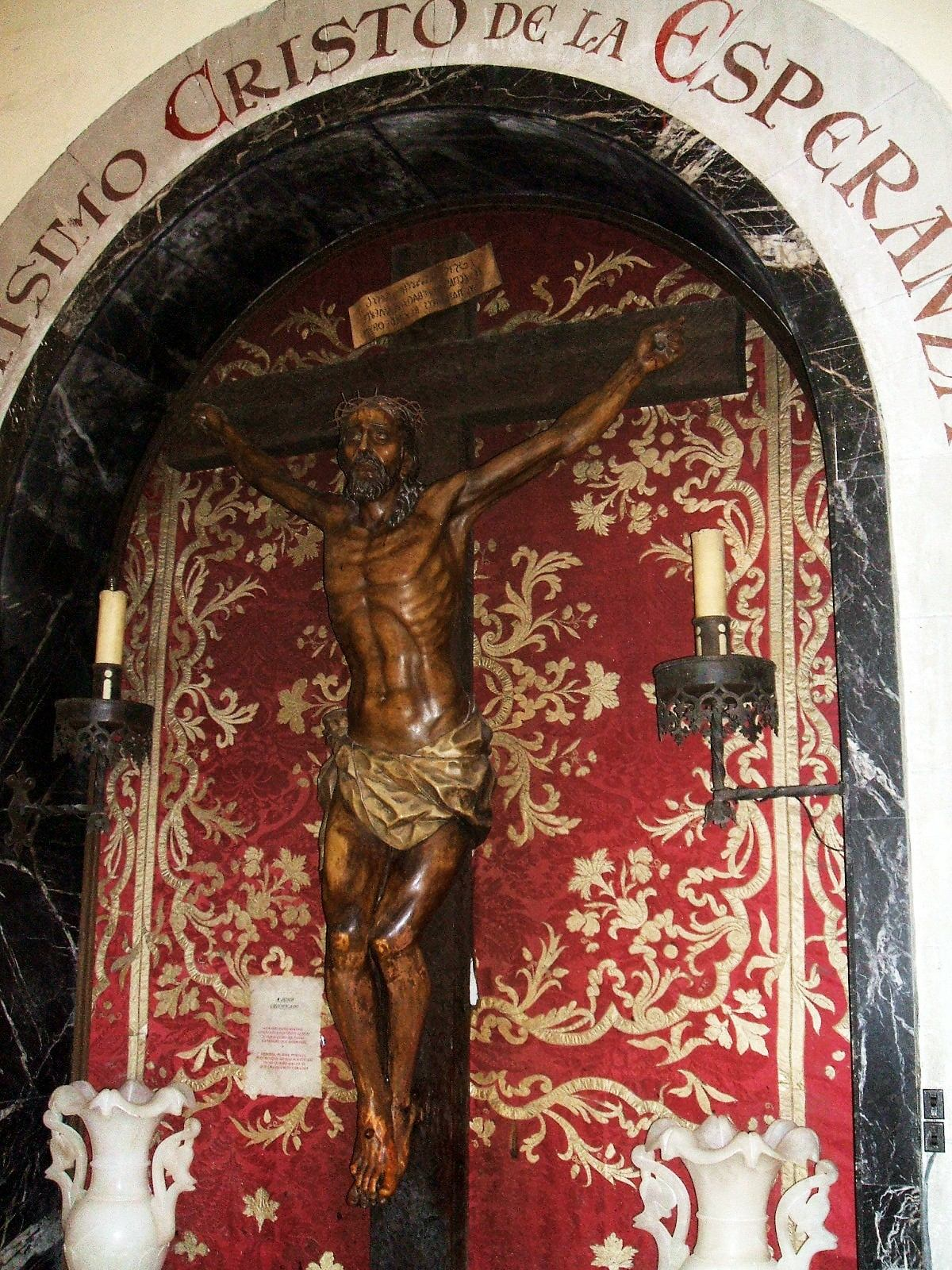
Santo Cristo de la Esperanza
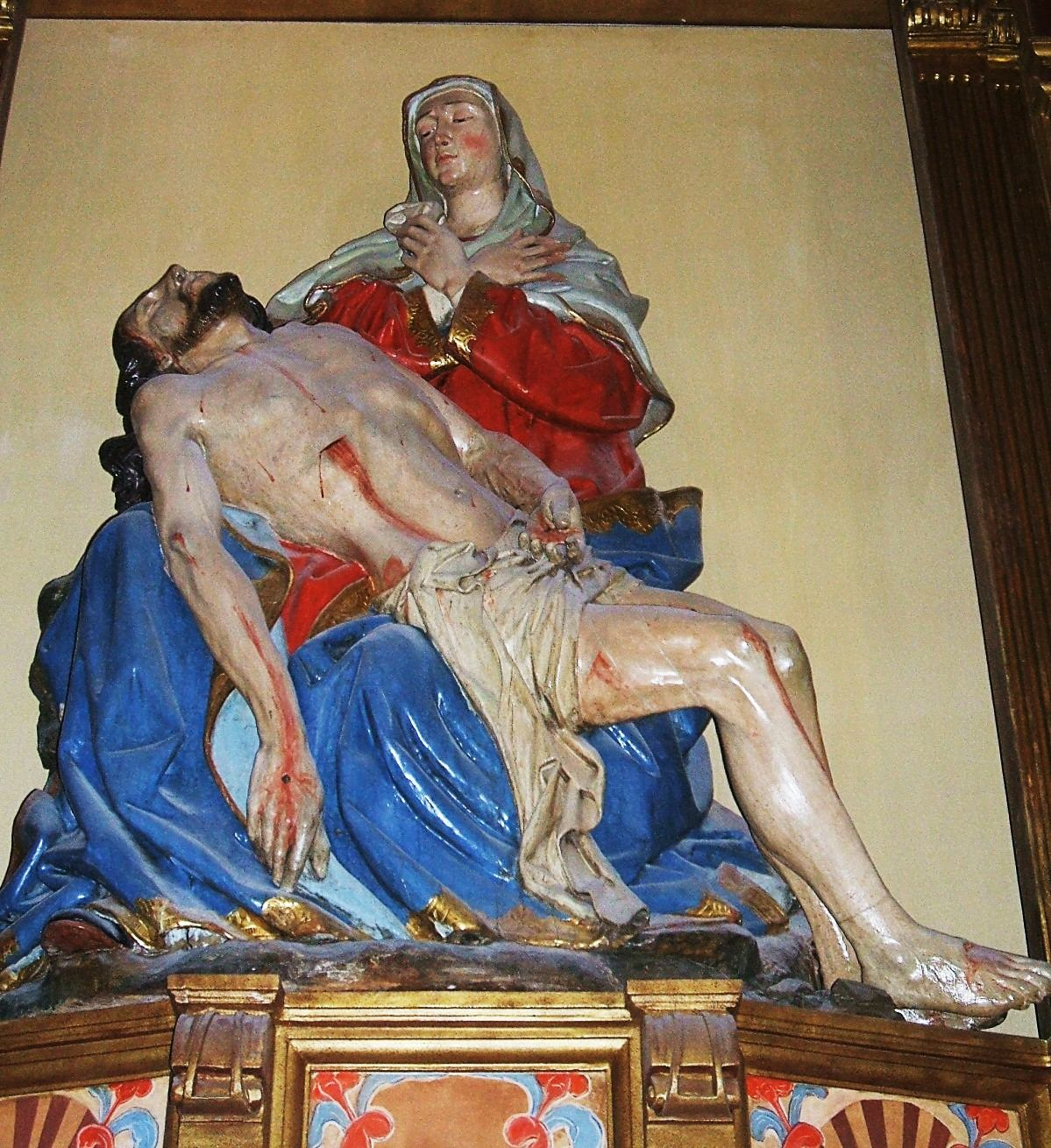
Piedad